# پیپکولیک اسید
پیپکولیک اسید (به انگلیسی: Pipecolic acid) با فرمول شیمیایی C6H11NO2 یک ترکیب شیمیایی با شناسه پاب‌کم 26030 است. که جرم مولی آن ۱۲۹٫۱۵۷۰۴ گرم بر مول می‌باشد. 